# Snappy (データ圧縮)
Snappy（旧称: Zippy）は、LZ77の着想に基づいてGoogleによって開発されたC++で書かれている高速なデータ圧縮ライブラリであり、2011年にオープンソース化された。Snappyは非常に速い圧縮速度と妥当な圧縮率を目的としており、高い圧縮率や他のデータ圧縮ライブラリとの互換性は目的としていない。64ビットモードで動作する2011年頃のWestmereのクロック周波数2.26 GHzのCore i7プロセッサのシングルコアを使用した場合、圧縮速度は250 MB/sで、展開速度は500 MB/sである。圧縮率はgzipより20–100%低くなる。
SnappyはBigtableやMapReduceなどのGoogleのプロジェクトや、Google内部のRPCシステムのデータ圧縮など広く使用されている。SnappyはMariaDB ColumnStore、Apache Cassandra、Couchbase Server、Apache Hadoop、LevelDB、MongoDB、RocksDB、Apache Lucene、Apache Spark、InfluxDBなどのオープンソースプロジェクトで使用することができる。展開時に圧縮ストリーム内のエラーを検出するためにテストが行われる。Snappyのソースコードは一部の最適化を除いてインラインアセンブラを使用しておらず、移植性がある。

## ストリームフォーマット
Snappyの符号化はビット指向ではなく、バイト指向である。このフォーマットではハフマン符号や算術符号などのエントロピーエンコーダは使用されない。
ストリームの最初のバイトは圧縮前のデータのサイズを表し、可変長符号の使用を可能にするリトルエンディアンヴァリアントとして格納される。各バイトの下位7ビットはデータに使用され、上位ビットはサイズを表すフィールドの終わりを示すフラグに使用される。
ストリーム内の残りのバイトは4つの要素型のいずれかを使用して符号化される。要素型は要素の最初のバイト（タグバイト）の下位2ビットで符号化される:
- 00 – リテラル – 非圧縮データ。上位6ビットはデータの長さ（len-1）を格納するために使用される。60よりも大きな長さは60（1バイト）から63（4バイト）の6ビット長で示される1–4バイトの整数に格納される。
- 01 – 長さを3ビットとして格納し、オフセットを11ビットとして格納してコピーする。タグバイトの後の1バイトはオフセットの一部として使用される。
- 10 – 長さを6ビットのタグバイトとして格納し、オフセットをタグバイトの後に2バイトの整数として格納してコピーする。
- 11 – 長さを6ビットのタグバイトとして格納し、オフセットをタグバイトの後に4バイトのリトルエンディアン整数として格納してコピーする。

コピーは辞書を参照する。オフセットは現在の位置から展開済みのストリームに戻るシフトである。長さは辞書からコピーするバイト数である。辞書のサイズはSnappyバージョン1.0のコンプレッサーでは32,768バイトに制限されていたが、バージョン1.1では65,536バイトに更新された。
Snappyフォーマットの完全な仕様書はGitHubにあるリファレンス実装のリポジトリにある。

## 圧縮されたストリームの例
次のテキストを圧縮する:
Wikipedia is a free, web-based, collaborative, multilingual encyclopedia project.
圧縮されたデータの16進ダンプは次のように始まる:
```
0000000
:
 
ca02
 
f042
 
5769
 
6b69
 
7065
 
6469
 
6120
 
6973
  
...BWikipedia is

```

最初の2バイトのca02は圧縮前のデータのサイズを表すリトルエンディアンヴァリアントである。従って、最上位バイトは「02」である。0x02ca（ヴァリアント） = 0x014a = 330バイト。次の2バイトの0xf042は66+1バイトのリテラルが続くことを示している。
```
0000010
:
 
2061
 
2066
 
7265
 
652c
 
2077
 
6562
 
2d62
 
6173
   
a free, web-bas

0000020
:
 
6564
 
2c20
 
636f
 
6c6c
 
6162
 
6f72
 
6174
 
6976
  
ed, collaborativ

0000030
:
 
652c
 
206d
 
756c
 
7469
 
6c69
 
6e67
 
7561
 
6c20
  
e, multilingual

0000040
:
 
656e
 
6379
 
636c
 
6f09
 
3ff0
 
1470
 
726f
 
6a65
  
encyclo.?..proje

```

72バイト目の0x09は01型のタグバイトで、length - 4 = 0102 = 210で、offset = 0x03f = 63または「pedia 」である。74バイト目の0xf014は20+1バイトの長さのリテラルである。
```
0000050
:
 
6374
 
2e00
 
0000
 
0000
 
0000
 
0000
 
0000
 
0000
  
ct.

```

この例では、4文字以上の全ての共通部分文字列が圧縮処理によって除去された。より一般的なコンプレッサーは、これをより良く圧縮することができる。gzipやbzip2などの圧縮方法とは異なり、アルファベットをビットストリームに圧縮するために使用されるエントロピー符号はない。

## インタフェース
Snappyのリファレンス実装の主なインタフェースはC++で書かれている。また、C言語向けの言語バインディングも提供している。サードパーティーによって言語バインディングと移植版が提供されており、C#、Common Lisp、Crystal、Erlang、Go、Haskell、Lua、Java、Nim、Node.js、Perl、PHP、Python、R言語、Ruby、Rust、Smalltalk、OpenCLなど向けのものが含まれている。